# Sky-view factor
Sky-View Factor (SVF) indica la porzione di cielo visibile da un punto di osservazione. Più alto è lo SVF e maggiore è la perdita di calore in atmosfera. Ad esempio, una conca piccola e profonda ha un SVF basso e quindi un raffreddamento notturno ridotto, mentre al contrario una radura ha un SVF elevato ed è sensibile ad un raffreddamento più accentuato. I valori di misurazione possono variare da 0,0 in caso di cielo completamente ostruito e quindi non visibile, a 1,0 nel caso di cielo completamente visibile a 360 gradi.